# 5247 Krylov
5247 Krylov eller 1982 UP6 är en asteroid i huvudbältet som upptäcktes den 20 oktober 1982 av den rysk-sovjetiska astronomen Ljudmila Karatjkina vid Krims astrofysiska observatorium på Krim. Den är uppkallad efter den ryske matematikern och amiralen Aleksej Krylov.
Asteroiden har en diameter på ungefär sju kilometer och tillhör asteroidgruppen Phocaea.